# Idaea confracta
Idaea confracta là một loài bướm đêm trong họ Geometridae.